# Contea di Ulleung
La contea di Ulleung (Ulleung-gun; 울릉군; 鬱陵郡) è una delle suddivisioni della provincia sudcoreana del Nord Gyeongsang.